# Final Caja Negra
«Final Caja Negra» es una 
canción de la banda de rock argentina, Soda Stereo. Fue grabada en 1986 para su tercer álbum de estudio, Signos.

## Letra
Si bien Gustavo Cerati no dio una explicación al significado de la letra, la misma parece hacer referencia al concepto de caja negra que se usa en aviones u otros transportes para almacenar información que se usa después de un accidente. También podría estar asociada al concepto de caja negra usado en informática que implica una manera de ver un proceso desde el punto de vista de las entradas que recibe y las salidas o respuestas que produce, sin tener en cuenta su funcionamiento interno. Por lo que cuando en la canción se habla de abrir la caja negra sería una especie de contradicción por el hecho de querer ver lo que hay adentro. También, se piensa que el concepto de una caja negra, entre los otros significados que se le quiere dar, puede significar una lápida.

## Música
La canción empieza con un riff de guitarra, junto a la batería, seguido del bajo y los sintetizadores. En la versión de la canción perteneciente a la Gira Sueño Stereo, se le agregan violín y el sampler en los instrumentos.
La versión de la gira musical llamada Me verás volver es más rockera que la original.

## Historial en vivo
«Final Caja Negra» fue interpretada desde la Gira Signos en diciembre de 1986 hasta la finalización de la Gira Animal en 1992. Luego volvió a ser tocada en la Gira Sueño Stereo en 1995 y en la gira Me verás volver en 2007.

## Versiones
Existen 4 versiones conocidas:
- La primera, la versión original.
- La segunda es la versión de la gira llamada Me verás volver, grabada en el estadio de River Plate, el 21 de diciembre de 2007.
- La versión más rockera de la canción fue grabada durante unos de los conciertos que el grupo Soda Stereo hizo en España durante la Gira Animal.
- La interpretación del artista Gustavo Cerati en su Gira Bocanada, muy diferente a la versión original. Misma que es un mashup 'A + B' con el tema «Tripulante 2.3» del álbum "Hábitat Individual", editado en 1996 con su proyecto solista Plan V.